# Puchar Europy Mistrzów Klubowych w piłce siatkowej (1998/1999)
Puchar Europy Mistrzów Krajowych w sezonie 1998/1999 (oficjalna nazwa European Champion Clubs' Cup 1998/1999) – 40. edycja międzynarodowych rozgrywek organizowanych przez Europejską Konfederację Piłki Siatkowej (CEV) – w ramach europejskich pucharów – dla 32 męskich klubowych zespołów siatkarskich „starego kontynentu”.

## System rozgrywek
Rywalizacja w fazie kwalifikacyjnej toczyła się w parach na zasadzie dwumeczów (mecz i rewanż) "systemem pucharowym" (gorszy odpada). W fazie głównej zwyzięzcy par dołączyli do rozstawionych drużyn w grupach A i B. W każdej znalazło się osiem drużyn. Po dwie najlepsze zespoły z każdej z grup awansowały do turnieju finałowego. Turniej finałowy rozegrany został w hiszpańskiej Almeríi w dniach 13–14 marca 1999.
Według regulaminu o zwycięstwie w dwumeczu decydowały kolejno:
1. liczba wygranych meczów,
2. liczba wygranych setów,
3. liczba zdobytych małych punktów.

## Faza kwalifikacyjna

### I runda
| Data       | Drużyna 1                   | Wynik | Drużyna 2                   | Sety                              |
| ---------- | --------------------------- | ----- | --------------------------- | --------------------------------- |
| 10.10.1998 | Volley 80 Pétange           | 0:3   | Fiorita Montegiardino       | 11:15, 8:15, 9:15                 |
| 17.10.1998 | Fiorita Montegiardino       | 3:0   | Volley 80 Pétange           | 15:5, 15:7, 15:7                  |
|            |                             |       |                             |                                   |
| 10.10.1998 | Concordia MTV Näfels        | 0:3   | SC Espinho                  | 11:15, 14:16, 6:15                |
| 10.10.1998 | SC Espinho                  | 3:0   | Concordia MTV Näfels        | 15:9, 15:12, 15:9                 |
|            |                             |       |                             |                                   |
| 17.10.1998 | VSK Riga                    | 0:3   | Holte IF                    | 13:15, 10:15, 9:15                |
| 18.10.1998 | Holte IF                    | 1:3   | VSK Riga                    | 13:15, 15:3, 13:15, 3:15          |
|            |                             |       |                             |                                   |
| 09.10.1998 | Askim VBK                   | 0:3   | VK Uście nad Łabą           | 2:15, 3:15, 12:15                 |
| 10.10.1998 | VK Uście nad Łabą           | 3:0   | Askim VBK                   | 15:10, 15:9, 15:8                 |
|            |                             |       |                             |                                   |
| 17.10.1998 | Dniestr Parcani             | 0:3   | Szabolcs Gabona Nyíregyháza | 7:15, 8:15, 1:15                  |
| 18.10.1998 | Szabolcs Gabona Nyíregyháza | 3:0   | Dniestr Parcani             | 15:5, 15:4, 15:1                  |
|            |                             |       |                             |                                   |
| 16.10.1998 | Hapoel Tivol Mate Asher     | 3:0   | Erzeni Durrës               | 15:3, 15:4, 15:6                  |
| 18.10.1998 | Erzeni Durrës               | 0:3   | Hapoel Tivol Mate Asher     | 3:15, 5:15, 3:15                  |
|            |                             |       |                             |                                   |
| 17.10.1998 | Sinpos Sab Banka Sarajewo   | 0:3   | Elcond Zalău                | 2:15, 7:15, 7:15                  |
| 18.10.1998 | Elcond Zalău                | 3:0   | Sinpos Sab Banka Sarajewo   | 15:3, 15:8, 15:11                 |
|            |                             |       |                             |                                   |
| 16.10.1998 | Dorożnik-SKA Odessa         | 3:2   | Fužinar                     | 15:13, 12:15, 11:15, 15:10, 16:14 |
| 17.10.1998 | Fužinar                     | 3:1   | Dorożnik-SKA Odessa         | 7:15, 15:10, 15:9, 15:4           |

### II runda
| Data       | Drużyna 1                        | Wynik | Drużyna 2                        | Sety                             |
| ---------- | -------------------------------- | ----- | -------------------------------- | -------------------------------- |
| 12.12.1998 | VC Nesselande                    | 3:0   | Fiorita Montegiardino            | 15:8, 15:7, 15:1                 |
| 13.12.1998 | Fiorita Montegiardino            | 2:3   | VC Nesselande                    | 10:15, 15:13, 15:11, 7:15, 11:15 |
|            |                                  |       |                                  |                                  |
| 06.12.1998 | SC Espinho                       | 3:0   | Donaukraft Wiedeń                | 15:13, 15:4, 15:12               |
| 12.12.1998 | Donaukraft Wiedeń                | 3:1   | SC Espinho                       | 15:8, 15:11, 8:15, 15:11         |
|            |                                  |       |                                  |                                  |
| 05.12.1998 | Mostostal-Azoty Kędzierzyn-Koźle | 3:0   | Holte IF                         | 15:8, 15:6, 15:5                 |
| 13.12.1998 | Holte IF                         | 1:3   | Mostostal-Azoty Kędzierzyn-Koźle | 15:13, 6:15, 10:15, 7:15         |
|            |                                  |       |                                  |                                  |
| 05.12.1998 | VK Uście nad Łabą                | 3:0   | Kups-Volley Kuopio               | 15:11, 15:6, 15:8                |
| 13.12.1998 | Kups-Volley Kuopio               | 1:3   | VK Uście nad Łabą                | 15:10, 13:15, 9:15, 12:15        |
|            |                                  |       |                                  |                                  |
| 12.12.1998 | Vojvodina Nowy Sad               | 3:0   | Szabolcs Gabona Nyíregyháza      | 15:6, 15:7, 15:6                 |
| 13.12.1998 | Szabolcs Gabona Nyíregyháza      | 0:3   | Vojvodina Nowy Sad               | 8:15, 6:15, 6:15                 |
|            |                                  |       |                                  |                                  |
| 11.12.1998 | Hapoel Tivol Mate Asher          | 0:3   | Nafta VKP Bratysława             | 11:15, 8:15, 8:15                |
| 13.12.1998 | Nafta VKP Bratysława             | 3:0   | Hapoel Tivol Mate Asher          | 15:6, 15:8, 15:8                 |
|            |                                  |       |                                  |                                  |
| 03.12.1998 | Elcond Zalău                     | 0:3   | Sisley Treviso                   | 7:15, 14:16, 3:15                |
| 04.12.1998 | Sisley Treviso                   | 3:1   | Elcond Zalău                     | 15:3, 15:2, 11:15, 15:8          |
|            |                                  |       |                                  |                                  |
| 05.12.1998 | Fužinar                          | 3:2   | VfB Friedrichshafen              | 15:12, 5:15, 15:6, 7:15, 15:13   |
| 12.12.1998 | VfB Friedrichshafen              | 3:1   | Fužinar                          | 15:10, 14:16, 15:9, 15:7         |

## Faza grupowa

### Grupa A
Wyniki
| Data       | Drużyna 1                        | Wynik | Drużyna 2                        | Sety                              |
| ---------- | -------------------------------- | ----- | -------------------------------- | --------------------------------- |
| 12.01.1999 | SC Espinho                       | 2:3   | Casa Modena Unibon               | 19:25, 25:21, 23:25, 27:25, 13:15 |
| 13.01.1999 | Mostostal-Azoty Kędzierzyn-Koźle | 3:0   | Paris UC                         | 25:20, 25:19, 25:21               |
| 13.01.1999 | VfB Friedrichshafen              | 3:0   | Olympiakos SF Pireus             | 25:22, 25:19, 27:25               |
| 13.01.1999 | VC Nesselande                    | 0:3   | Noliko Maaseik                   | 16:25, 19:25, 15:25               |
|            |                                  |       |                                  |                                   |
| 20.01.1999 | Casa Modena Unibon               | 3:0   | Paris UC                         | 25:21, 25:17, 25:22               |
| 20.01.1999 | Noliko Maaseik                   | 3:1   | VfB Friedrichshafen              | 25:19, 22:25, 25:23, 25:18        |
| 21.01.1999 | Olympiakos SF Pireus             | 3:0   | Mostostal-Azoty Kędzierzyn-Koźle | 25:18, 28:26, 25:22               |
| 21.01.1999 | SC Espinho                       | 3:1   | VC Nesselande                    | 22:25, 25:16, 25:18, 25:15        |
|            |                                  |       |                                  |                                   |
| 27.01.1999 | Mostostal-Azoty Kędzierzyn-Koźle | 0:3   | Noliko Maaseik                   | 20:25, 18:25, 14:25               |
| 27.01.1999 | VfB Friedrichshafen              | 3:0   | SC Espinho                       | 25:16, 25:20, 25:14               |
| 27.01.1999 | VC Nesselande                    | 1:3   | Casa Modena Unibon               | 23:25, 25:22, 20:25, 18:25        |
| 27.01.1999 | Paris UC                         | 3:1   | Olympiakos SF Pireus             | 27:29, 25:16, 25:15, 25:16        |
|            |                                  |       |                                  |                                   |
| 02.02.1999 | VC Nesselande                    | 1:3   | VfB Friedrichshafen              | 22:25, 25:22, 18:25, 22:25        |
| 02.02.1999 | Casa Modena Unibon               | 0:3   | Olympiakos SF Pireus             | 27:29, 21:25, 21:25               |
| 03.02.1999 | Noliko Maaseik                   | 3:1   | Paris UC                         | 25:27, 25:17, 25:18, 25:23        |
| 03.02.1999 | SC Espinho                       | 3:1   | Mostostal-Azoty Kędzierzyn-Koźle | 25:14, 25:20, 19:25, 25:20        |
|            |                                  |       |                                  |                                   |
| 10.02.1999 | Olympiakos SF Pireus             | 1:3   | Noliko Maaseik                   | 20:25, 22:25, 25:18, 20:25        |
| 10.02.1999 | Mostostal-Azoty Kędzierzyn-Koźle | 2:3   | VC Nesselande                    | 25:16, 28:26, 23:25, 26:28, 9:15  |
| 10.02.1999 | VfB Friedrichshafen              | 3:1   | Casa Modena Unibon               | 25:23, 21:25, 25:21, 25:19        |
| 10.02.1999 | Paris UC                         | 3:0   | SC Espinho                       | 25:22, 27:25, 25:21               |
|            |                                  |       |                                  |                                   |
| 16.02.1999 | VC Nesselande                    | 2:3   | Paris UC                         | 26:24, 18:25, 25:19, 20:25, 13:15 |
| 16.02.1999 | Casa Modena Unibon               | 3:0   | Noliko Maaseik                   | 25:21, 25:16, 25:21               |
| 17.02.1999 | VfB Friedrichshafen              | 3:0   | Mostostal-Azoty Kędzierzyn-Koźle | 25:23, 25:21, 32:30               |
| 18.02.1999 | SC Espinho                       | 3:0   | Olympiakos SF Pireus             | 25:21, 25:18, 25:23               |
|            |                                  |       |                                  |                                   |
| 24.02.1999 | Olympiakos SF Pireus             | 3:1   | VC Nesselande                    | 25:23, 25:18, 19:25, 25:17        |
| 24.02.1999 | Mostostal-Azoty Kędzierzyn-Koźle | 1:3   | Casa Modena Unibon               | 20:25, 22:25, 27:25,              |
| 24.02.1999 | Paris UC                         | 3:0   | VfB Friedrichshafen              | 25:16, 25:18, 25:19               |
| 24.02.1999 | Noliko Maaseik                   | 3:0   | SC Espinho                       | 25:17, 25:21, 25:22               |

Tabela
| Lp. | Drużyna                          | Pkt | Mecze | Mecze | Mecze | Sety | Sety | Sety  | Małe punkty | Małe punkty | Małe punkty |
| Lp. | Drużyna                          | Pkt | M     | W     | P     | wyg. | prz. | ratio | zdob.       | str.        | ratio       |
| --- | -------------------------------- | --- | ----- | ----- | ----- | ---- | ---- | ----- | ----------- | ----------- | ----------- |
| 1   | Noliko Maaseik                   | 13  | 7     | 6     | 1     | 18   | 6    | 3.000 | 573         | 494         | 1.160       |
| 2   | VfB Friedrichshafen              | 12  | 7     | 5     | 2     | 16   | 8    | 2.000 | 565         | 537         | 1.052       |
| 3   | Casa Modena Unibon               | 12  | 7     | 5     | 2     | 15   | 10   | 1.500 | 590         | 555         | 1.063       |
| 4   | Paris UC                         | 11  | 7     | 4     | 3     | 13   | 12   | 1.083 | 567         | 549         | 1.033       |
| 5   | Olympiakos SF Pireus             | 10  | 7     | 3     | 4     | 11   | 13   | 0.846 | 542         | 565         | 0.959       |
| 6   | SC Espinho                       | 10  | 7     | 3     | 4     | 11   | 14   | 0.786 | 551         | 553         | 0.996       |
| 7   | VC Nesselande                    | 8   | 7     | 1     | 6     | 9    | 20   | 0.450 | 592         | 679         | 0.872       |
| 8   | Mostostal-Azoty Kędzierzyn-Koźle | 8   | 7     | 1     | 6     | 7    | 17   | 0.412 | 526         | 574         | 0.916       |

Źródło: 
Zasady ustalania kolejności: 1. liczba zdobytych punktów; 2. wyższy stosunek setów; 3. wyższy stosunek małych punktów.
Punktacja: zwycięstwo – 2 pkt; porażka – 1 pkt

### Grupa B
Wyniki
| Data       | Drużyna 1                     | Wynik | Drużyna 2                     | Sety                              |
| ---------- | ----------------------------- | ----- | ----------------------------- | --------------------------------- |
| 13.01.1999 | Vojvodina Nowy Sad            | 3:1   | Unicaja Almería               | 20:25, 25:23, 25:23, 25:23        |
| 13.01.1999 | Nafta VKP Bratysława          | 1:3   | Lokomotiw Biełgorie-Biełgorod | 26:28, 25:21, 19:25, 13:25        |
| 13.01.1999 | Sisley Treviso                | 3:0   | Netaş Stambuł                 | 25:12, 25:14, 25:20               |
| 14.01.1999 | VK Uście nad Łabą             | 3:1   | HAOK Mladost Zagrzeb          | 25:23, 23:25, 25:21, 25:21        |
|            |                               |       |                               |                                   |
| 20.01.1999 | HAOK Mladost Zagrzeb          | 1:3   | Sisley Treviso                | 17:25, 25:22, 21:25, 18:25        |
| 20.01.1999 | Nafta VKP Bratysława          | 3:2   | Vojvodina Nowy Sad            | 22:25, 25:18, 19:25, 25:16, 20:18 |
| 20.01.1999 | Unicaja Almería               | 3:0   | VK Uście nad Łabą             | 25:17, 25:22, 25:18               |
| 21.01.1999 | Lokomotiw Biełgorie-Biełgorod | 3:0   | Netaş Stambuł                 | 25:16, 25:20, 25:20               |
|            |                               |       |                               |                                   |
| 27.01.1999 | VK Uście nad Łabą             | 3:0   | Nafta VKP Bratysława          | 25:13, 25:16, 27:25               |
| 27.01.1999 | Netaş Stambuł                 | 3:2   | HAOK Mladost Zagrzeb          | 23:25, 25:21, 25:21, 24:26, 16:14 |
| 27.01.1999 | Vojvodina Nowy Sad            | 2:3   | Lokomotiw Biełgorie-Biełgorod | 25:22, 21:25, 21:25, 25:20, 12:15 |
| 27.01.1999 | Sisley Treviso                | 3:1   | Unicaja Almería               | 25:17, 22:25, 25:17, 25:22        |
|            |                               |       |                               |                                   |
| 03.02.1999 | Lokomotiw Biełgorie-Biełgorod | 3:0   | HAOK Mladost Zagrzeb          | 25:19, 25:21, 25:22               |
| 03.02.1999 | Vojvodina Nowy Sad            | 3:1   | VK Uście nad Łabą             | 25:19, 27:25, 20:25, 25:16        |
| 03.02.1999 | Unicaja Almería               | 0:3   | Netaş Stambuł                 | 23:25, 19:25, 24:26               |
| 03.02.1999 | Nafta VKP Bratysława          | 1:3   | Sisley Treviso                | 20:25, 26:24, 16:25, 23:25        |
|            |                               |       |                               |                                   |
| 09.02.1999 | HAOK Mladost Zagrzeb          | 2:3   | Unicaja Almería               | 25:18, 23:25, 25:20, 21:25, 19:21 |
| 10.02.1999 | Netaş Stambuł                 | 3:0   | Nafta VKP Bratysława          | 25:19, 25:19, 25:18               |
| 10.02.1999 | Sisley Treviso                | 3:0   | Vojvodina Nowy Sad            | 25:19, 25:19, 25:20               |
| 11.02.1999 | VK Uście nad Łabą             | 2:3   | Lokomotiw Biełgorie-Biełgorod | 25:22, 25:14, 24:26, 23:25, 12:15 |
|            |                               |       |                               |                                   |
| 16.02.1999 | VK Uście nad Łabą             | 3:0   | Sisley Treviso                | 25:13, 25:22, 25:23               |
| 17.02.1999 | Vojvodina Nowy Sad            | 0:3   | Netaş Stambuł                 | 27:29, 19:25, 22:25               |
| 17.02.1999 | Lokomotiw Biełgorie-Biełgorod | 3:2   | Unicaja Almería               | 25:20, 25:23, 20:25, 21:25, 15:9  |
| 17.02.1999 | Nafta VKP Bratysława          | 3:1   | HAOK Mladost Zagrzeb          | 23:25, 25:16, 25:22, 25:22        |
|            |                               |       |                               |                                   |
| 24.02.1999 | Netaş Stambuł                 | 3:0   | VK Uście nad Łabą             | 25:22, 25:18, 30:28               |
| 24.02.1999 | HAOK Mladost Zagrzeb          | 3:2   | Vojvodina Nowy Sad            | 20:25, 25:19, 18:25, 25:18, 19:17 |
| 24.02.1999 | Unicaja Almería               | 3:2   | Nafta VKP Bratysława          | 25:20, 25:27, 26:28, 25:22, 15:11 |
| 24.02.1999 | Sisley Treviso                | 3:0   | Lokomotiw Biełgorie-Biełgorod | 25:16, 25:22, 25:21               |

Tabela
| Lp. | Drużyna                       | Pkt | Mecze | Mecze | Mecze | Sety | Sety | Sety  | Małe punkty | Małe punkty | Małe punkty |
| Lp. | Drużyna                       | Pkt | M     | W     | P     | wyg. | prz. | ratio | zdob.       | str.        | ratio       |
| --- | ----------------------------- | --- | ----- | ----- | ----- | ---- | ---- | ----- | ----------- | ----------- | ----------- |
| 1   | Sisley Treviso                | 13  | 7     | 6     | 1     | 18   | 6    | 3.000 | 576         | 485         | 1.188       |
| 2   | Lokomotiw Biełgorie-Biełgorod | 13  | 7     | 6     | 1     | 18   | 10   | 1.800 | 623         | 591         | 1.054       |
| 3   | Netaş Stambuł                 | 12  | 7     | 5     | 2     | 15   | 8    | 1.875 | 525         | 515         | 1.019       |
| 4   | VK Uście nad Łabą             | 10  | 7     | 3     | 4     | 12   | 13   | 0.923 | 569         | 556         | 1.023       |
| 5   | Unicaja Almería               | 10  | 7     | 3     | 4     | 13   | 16   | 0.813 | 643         | 652         | 0.986       |
| 6   | Vojvodina Nowy Sad            | 9   | 7     | 2     | 5     | 12   | 17   | 0.706 | 628         | 658         | 0.954       |
| 7   | Nafta VKP Bratysława          | 9   | 7     | 2     | 5     | 10   | 18   | 0.556 | 595         | 653         | 0.911       |
| 8   | HAOK Mladost Zagrzeb          | 8   | 7     | 1     | 6     | 10   | 20   | 0.500 | 645         | 694         | 0.929       |

Źródło: 
Zasady ustalania kolejności: 1. liczba zdobytych punktów; 2. wyższy stosunek setów; 3. wyższy stosunek małych punktów.
Punktacja: zwycięstwo – 2 pkt; porażka – 1 pkt

## Final Four

### Półfinały
| Data       | Drużyna 1      | Wynik | Drużyna 2                     | Sety                              |
| ---------- | -------------- | ----- | ----------------------------- | --------------------------------- |
| 13.03.1999 | Sisley Treviso | 3:1   | VfB Friedrichshafen           | 23:25, 26:24, 25:19, 25:19        |
| 13.03.1999 | Noliko Maaseik | 3:2   | Lokomotiw Biełgorie-Biełgorod | 20:25, 22:25, 30:28, 25:20, 17:15 |

### Mecz o 3. miejsce
| Data       | Drużyna 1           | Wynik | Drużyna 2                     | Sety                       |
| ---------- | ------------------- | ----- | ----------------------------- | -------------------------- |
| 14.03.1999 | VfB Friedrichshafen | 3:1   | Lokomotiw Biełgorie-Biełgorod | 25:21, 25:19, 17:25, 26:24 |

### Finał
| Data       | Drużyna 1      | Wynik | Drużyna 2      | Sety                |
| ---------- | -------------- | ----- | -------------- | ------------------- |
| 14.03.1999 | Sisley Treviso | 3:0   | Noliko Maaseik | 25:19, 25:21, 25:20 |